# 1994 VK
1994 VK är en asteroid i huvudbältet som upptäcktes den 1 november 1994 av den japanska astronomen Takao Kobayashi vid Ōizumi-observatoriet.
Asteroiden har en diameter på ungefär 9 kilometer och den tillhör asteroidgruppen Hygiea.